# Мађари у Републици Српској
Мађари у Републици Српској (мађ. Magyarok a Szerb Köztársaságban) су грађани мађарског поријекла, који живе и раде на територији Републике Српске. Мађари су једна од седамнаест службених националних мањина у Републици Српској, а њихове интересе заступају представници и делегати у Савјету националних мањина, и Савезу националних мањина.

## Историјат
Српски и мађарски народи своје прве сустрете биљеже још на почетку 13. вијека, у вријеме средњовјековне босанске државе и Угарска. Као у средњовјековним краљевинама њихова историја у тим вјековима густо је испреплетена. Било да се радило о освајачким ратовима мађарских краљева на Босну, било да се радило о браковима српских и мађарских владара, племића и других, обје земље су у средњем вијеку имале јаке везе. Контакти између мађарског и српског народа прекинути су османлијским освајањем Босне и њеним прикључењем Османлијском царству.
Поновне везе Мађара и народа у Босни и Херцеговини оживљене су 1878. године када је БиХ потпала под Аустроугарску власт. Мађари су понајвише дошли из Буковине, околине Сенте, као и из саме Мађарске. Најбројније насељавање Мађара на територију данашње Републике Српске, забиљежено је у периоду од 1900. до 1910. године. Старосједилачко становништво је све те досељенике духовито називало "куферашима". Иако је међу њима било и Мађара, данас су остали само трагови тих досељеника. Разлог томе је што се Мађари нису плански насељавали у поједине крајеве данашње Српске, него по цијелој земљи, тако да су се веома брзо стапали са домаћим становништвом. Уз ангажман у индустријализацији, Мађари су долазили и као пољопривредници. У прњаворском крају били су познати као врсни баштовани и узгајивачи разног поврћа. О некад бројној мађарској мањини свједоче само презимена на надгробним споменицима у старим гробљима већих градова, па и архивски подаци, по којима је 1921. године у БиХ било 2.577 становника мађарске националности. Тако, на примјер, село Вучјак код Прњавора, које су населили Мађари почетком 20. вијека, временом је напуштано, тако да се данас и не налази на списку насељених мјеста. Имајући у виду да је монархија изгубила рат, и већ тада се распала, за претпоставити је да су Мађари у већини напустили БиХ.
Мађари који су до данас сачували свијест о националном идентитету и који и данас говоре мађарски језик, већином су дошли из Војводине у првим годинама након формирања Краљевине СХС, а у већем броју након Другог свјетског рата. Највише су насељавали велике градове, у првом реду Сарајево и Бања Луку. У Бања Луци и данас дјелује удружење које окупља грађане Републике Српске мађарског поријекла, гдје кроз различите активности његују и чувају мађарску културу, језик и обичаје.

## Религија
Мађари у Републици Српској, као и већина њихових сународника, у матичној земљи, као и широм свијета су већим дијелом католичке вјероисповијести, а мањим протестантске.

## Удружења
У Бања Луци данас дјелује удружење које окупља грађане Републике Српске мађарског поријекла, гдје кроз различите активности његују и чувају мађарску културу, језик и обичаје и зове се Удружење Мађара Републике Српске „Magyar Szo“ Бања Лука које је основано 2003. године. Број чланова у читавој Српској износи око 70, а највише чланова је управо из Бањалуке, затим из Приједора, Прњавора, Градишке. Док Удружење Мађара „Петефи Шандор“ дјелује у Брчком од децембра 2014. године.
Током 2015. године Удружење Мађара Републике Српске „Magyar Szo“ је уз помоћ Државног секретаријата за националну политику Републике Мађарске, у Бања Луци, припремило курс мађарског језика у оквиру програма „Петефи Шандор“, који је трајао шест мјесеци. Поред овога, удружење редовно издаје часопис на мађарском језику „Uj doboš“ (Új Dobos), гдје се представља мађарска заједница у Републици Српској, култура, историја и обичаји мађарског народа, као и активности које спроводе удружења.

## Распрострањеност
По попису становништва 2013. у Босни и Херцеговини, а према подацима које је издао Републички завод за статистику, и који су једини валидни за Републику Српску, у Републици Српској је живјело 166 Мађара. Мађари настањују сљедеће општине и градове:
| Мађари, по општинама и градовима, према попису становништва 2013. у Републици Српској |        |
| јединица локалне самоуправе                                                           | укупно |
| укупно                                                                                | 166    |
| Бања Лука                                                                             | 40     |
| Бијељина                                                                              | 19     |
| Билећа                                                                                | 1      |
| Брод                                                                                  | 1      |
| Вишеград                                                                              | 1      |
| Власеница                                                                             | 1      |
| Вукосавље                                                                             | 1      |
| Градишка                                                                              | 10     |
| Дервента                                                                              | 5      |
| Добој                                                                                 | 13     |
| Зворник                                                                               | 5      |
| Источна Илиџа                                                                         | 2      |
| Источно Ново Сарајево                                                                 | 4      |
| Калиновик                                                                             | 6      |
| Котор Варош                                                                           | 2      |
| Лакташи                                                                               | 12     |
| Лопаре                                                                                | 3      |
| Модрича                                                                               | 1      |
| Мркоњић Град                                                                          | 1      |
| Невесиње                                                                              | 3      |
| Петрово                                                                               | 6      |
| Приједор                                                                              | 7      |
| Прњавор                                                                               | 8      |
| Рибник                                                                                | 2      |
| Соколац                                                                               | 6      |
| Србац                                                                                 | 1      |
| Теслић                                                                                | 5      |
| Требиње                                                                               | 8      |
| Трново                                                                                | 3      |
| Угљевик                                                                               | 1      |
| Фоча                                                                                  | 5      |
| Чајниче                                                                               | 1      |
| Челинац                                                                               | 2      |
| Шековићи                                                                              | 1      |

## Значајне личности
- Хенрик Јевицки, потпуковник Војске Републике Српске.[8]
- Саша Мићин, делегат у трећем сазиву Вијећа народа Републике Српске из реда осталих народа.
- Јожеф Тот, потпуковник Војске Републике Српске.[9]